# Lưu Gia Linh
Lưu Gia Linh (sinh ngày 8 tháng 12 năm 1966) là nữ diễn viên nổi tiếng của Hồng Kông. Cô là một trong những nữ diễn viên hàng đầu trên màn ảnh Hồng Kông thập niên 1990. Cô từng đoạt nhiều giải thưởng trong đó có giải Nữ diễn viên chính xuất sắc nhất tại Liên hoan phim Nantes (Pháp), giải Ảnh hậu tại Giải thưởng điện ảnh Hong Kong, Giải thưởng Kim Tử Kinh Hong Kong, giải Kim Kê (Trung Quốc). Nữ minh tinh còn được biết đến đến với vai trò là vợ của tài tử nổi tiếng Lương Triều Vỹ.

## Tiểu sử
Lưu Gia Linh sinh ra tại Tô Châu, Trung Quốc. Năm 15 tuổi, cô theo gia đình di cư sang Hồng Kông và tham gia lớp diễn xuất của TVB cùng với Ngô Khải Hoa, Lam Khiết Anh, Đào Đại Vũ, Thương Thiên Nga, Ngô Quân Như, Tăng Hoa Thiên, Lưu Thanh Vân và Long Bỉnh Cơ. Năm 1983, Lưu Gia Linh tốt nghiệp và bắt đầu sự nghiệp diễn xuất với vị trí là nữ diễn viên hợp đồng của TVB.
Tuy nhiên, vào thời kỳ đầu, cái tên Lưu Gia Linh vẫn chưa được xướng lên như một minh tinh, bởi các vai diễn của cô hầu hết là hiền dịu, thiếu góc cạnh, cá tính nên chưa để lại ấn tượng sâu sắc trong lòng khán giả.
Chỉ đến năm 1989, khi tham gia bộ phim Nghĩa bất dung tình, tên tuổi của cô mới thực sự tỏa sáng. Vai Sở Quân thông minh, bản lĩnh, đầy nghị lực và quyết đoán của Gia Linh được khen ngợi là "không thể quên" khi xem xong bộ phim này.
Cũng vào thời gian này, cô tham gia vở kịch Happy Lemon Husband và gặp gỡ tài tử Lương Triều Vỹ. Lúc này người đẹp vừa bị tổn thương sâu sắc sau cuộc hủy hôn vào phút chót với chàng tỷ phú mà cô từng có ý định từ bỏ sự nghiệp để kết hôn. Tình yêu giữa Lưu Gia Linh và Lương Triều Vỹ diễn ra nhanh chóng, nhưng kết quả thì lâu dài ngoài sức tưởng tượng, khi họ đã ở bên nhau hạnh phúc suốt hơn 20 năm qua.
Đến bộ phim tiếp theo I Am Sorry, vai Carole, một cô gái luôn nỗ lực hết mình để tìm chỗ đứng trong cuộc sống và tình yêu, chính thức tạo bệ phóng nâng Lưu Gia Linh lên thành ngôi sao hàng đầu làng giải trí, khi vai diễn được đề cử hạng mục Nữ diễn viên chính xuất sắc nhất tại Giải thưởng điện ảnh Hong Kong năm 1989.
Thành công này mang đến cho cô hàng loạt hợp đồng đóng phim mới. Từ năm 1989 đến 1990, sự nghiệp của Lưu Gia Linh ở đỉnh cao. Mọi đạo diễn đều muốn có được cô trong phim của mình. Cô liên tiếp xuất hiện trong các bộ phim đình đám, trong đó phải kể đến bộ phim A Phi chính truyện của đạo diễn Vương Gia Vệ, mang lại cho cô đề cử Giải Kim Tượng cùng giải Nữ diễn viên chính xuất sắc nhất tại LHP Nantes (Pháp). Từ năm 1984 đến năm 1990, Lưu Gia Linh là một trong những diễn viên hàng đầu của màn ảnh Hong Kong khi tên tuổi của cô phủ sóng hơn 20 bộ phim. Trong sự nghiệp của mình, Lưu Gia Linh từng đoạt nhiều giải thưởng. Năm 1998, cô nhận giải Nữ diễn viên chính xuất sắc của LHP Kim Tử Kinh (Hồng Kông) cho bộ phim Tự Lưu. Năm 2008, cô nhận giải Nữ diễn viên xuất sắc nhất tại giải Kim Kê - Bách Hoa (Trung Quốc) với bộ phim Hiếu kỳ hại chết mèo. Năm 2011, cô chiến thắng giải Nữ diễn viên chính xuất sắc nhất tại Giải thưởng điện ảnh Hồng Kông với vai Võ Tắc Thiên trong bộ phim Địch Nhân Kiệt: Bí ẩn ngọn lửa ma của đạo diễn Từ Khắc.

## Đời tư
Khởi nghiệp từ TVB, Lưu Gia Linh và tài tử hàng đầu châu Á Lương Triều Vỹ đã có một chuyện tình đẹp từ năm 1989. Cả hai quen biết và đóng cặp với nhau qua phim The Replica năm 1984 nhưng ở thời điểm đó, họ vẫn chưa hẹn hò. Sau gần 10 năm, khi cùng tham gia vở kịch Happy Lemon Husband, họ mới bắt đầu nảy sinh tình cảm.
Năm 1990, sóng gió xảy ra khi Gia Linh bị xã hội đen bắt cóc và làm nhục. Đây là một cú sốc tinh thần lớn với Gia Linh. Triều Vỹ khi đó đã hủy hàng loạt hợp đồng đóng phim để ở bên người yêu: 'Với tôi cô ấy mới quan trọng. Không đóng phim này, tôi có thể đóng phim khác. Tôi chỉ nghĩ rằng cô ấy cần tôi', nam diễn viên nói.
Và sau này cũng vậy, vào năm 2002 khi những bức ảnh khỏa thân và đoạn băng nhạy cảm của Gia Linh bị phát tán, Triều Vỹ vẫn luôn đồng cam cộng khổ, túc trực bên cạnh Gia Linh để cùng người yêu vượt qua cú sốc tinh thần này. Cũng vì vậy mà Gia Linh từng chia sẻ: 'Trên đời này, khó mà tìm được người nào hiểu tôi đến vậy. Đó là điều làm tôi mãn nguyện hơn tất cả mọi thứ, từ vật chất cho đến các giải thưởng nghệ thuật'. 'Tôi may mắn khi gặp được người đàn ông này. Bao năm qua chúng tôi luôn đồng hành và cùng trưởng thành. Anh ấy đưa tôi vượt qua những sóng gió'.
Triều Vỹ tiết lộ rằng anh là người nhiều lần cầu hôn Gia Linh nhưng cô vẫn chưa sẵn sàng. Chỉ nhiều năm sau, khi đã nghĩ rằng mình cần có một gia đình, Gia Linh chính là người đề nghị chuyện hôn nhân trước: 'Sau nhiều năm hẹn hò, tôi cảm thấy hôn nhân là chuyện hệ trọng với người phụ nữ.'
Ngày 21/7/2008, sau 19 năm gắn bó, cặp đôi vàng của làng giải trí đã tổ chức đám cưới tại một resort 5 sao ở Vương quốc Bhutan trước sự chứng kiến của khoảng 100 khách mời là bạn bè và hàng loạt các ngôi sao nổi tiếng. Lưu Gia Linh vô cùng hạnh phúc khi được người bạn đời trao cho chiếc nhẫn cưới hiệu Cartier với viên kim cương 12 carat có giá lên đến hơn 25 tỷ đồng. Đám cưới hoành tráng của 2 minh tinh tiêu tốn đến 40 triệu HKD (~ 116,4 tỷ đồng), được gọi là "đám cưới thế kỷ" và trở thành một trong những đám cưới đắt giá nhất của làng giải trí Hoa ngữ. Số tiền chi cho đám cưới bao gồm chi phí đi lại ăn ở của các khách mời, tiệc cưới sang trọng, nhẫn kim cương dành cho Lưu Gia Linh, vệ sĩ bảo vệ an ninh trong hôn lễ. Toàn bộ con số này đều do Lương Triều Vỹ chi trả. Đặc biệt trước đó, nam tài tử đã dành tặng cha mẹ vợ 20 triệu NDT (~ 65 tỷ đồng) làm sính lễ. Đám cưới có sự tham gia và biểu diễn của diva Hong Kong Vương Phi, và được chỉ đạo bởi đạo diễn Vương Gia Vệ cùng các khách mời là hàng loạt ngôi sao nổi tiếng của làng giải trí như Lâm Thanh Hà, Quan Cẩm Bằng, Tăng Chí Vỹ, Lý Á Bằng, Quan Chi Lâm...Truyền thông xứ Cảng Thơm cũng chi hàng chục ngàn USD để có được những tin 'nóng' nhất về đám cưới hoành tráng này.
Lưu Gia Linh, Lương Triều Vỹ dù gặp nhiều trắc trở, sóng gió nhưng vẫn vô cùng bền chặt, hạnh phúc sau hơn 20 năm, là một trong những cặp đôi nổi tiếng và quyền lực nhất của showbiz Hoa ngữ. Không chỉ có một sự nghiệp điện ảnh rực rỡ, cả hai còn là những nhà đầu tư giỏi. Nhiều năm qua, hai vợ chồng nắm giữ cổ phần của nhiều doanh nghiệp và thâu tóm hàng loạt bất động sản. Ước tính tài sản chung của hai ngôi sao đã vượt quá con số 1,2 tỉ Đô-la Hồng Kông và được xếp vào hàng ngũ những cặp sao giàu nhất châu Á.

## Danh sách phim
- Dynasty Warriors: Chiến binh Tam Quốc (2021)
- Let the bullets fly (2010)
- Địch Nhân Kiệt: Bí ẩn ngọn lửa ma (2010)
- Curiosity Kills the Cat (2006)
- Nhu đạo Long Hổ bang (2004)
- 2046 (2004)
- Itchy Heart (2004)
- Sex and the Beauties (2004)
- Vô Gian Đạo III (2003)
- Vô Gian Đạo II (2003)
- Mighty Baby (2002)
- La Brassiere (2001)
- Cop Shop Babes (2001)
- Love Generation Hong Kong (1998)
- Hoa Thượng Hải (1998)
- Intimates (1997)
- Kim Chi Ngọc Diệp 2 (1996)
- Forbidden City Cop (1996)
- Kim Chi Ngọc Diệp (1994)
- Gigolo and Whore (1994)
- Ashes of Time (1994)
- C'est la vie, mon chéri (1994)
- Crazy Hong Kong (1993)
- Deadful Melody (1993)
- Rose, Rose, I Love You (1993)
- Lady Super Cop (1993)
- Lover of the Swindler (1993)
- Xạ điêu anh hùng truyện (1993)
- Shadow Cop (1993)
- Legend of Prince (1993)
- He Ain't Heavy, He's My Brother (1993)
- Love on the Rooftops (1993)
- Lord of East China Sea 2 (1993)
- The Night Rider (1992)
- Lord of East China Sea (1992)
- Girls Without Tomorrow 1992 (1992)
- Love: Now You See It... Now You Don't (1992)
- Tân thần điêu hiệp lữ (1992)
- Centre Stage (1992)
- City Warriors (1991)
- Hào môn dạ yến (1991)
- A Phi chính truyện (1991)
- Oanh Thiên Long Hổ hội (Đóng tại Hà Lan)
- Queen's Bench III (1990)
- She Shoots Straight (1990)
- Dragon Versus Phoenix (1990)
- My American Grandson (1990)
- Nghĩa bất dung tình TVB (1989)
- Return of the Lucky Star (1989)
- China White (1989)
- Four Loves (1989)
- Her Beautiful Life Lies (1989)
- The Romancing Star II (1988)
- Four Lovers (1988)
- Profile of Pleasure (1988)
- Triệu phú lưu manh TVB (1986)
- Jackie Chan's Project A 2 (1987)
- Rich and Famous 2 (1987)
- Rich and Famous (1987)
- Scared Stiff (1987)
- Armour of God (1987)
- Naughty Boys (1986)
- Dương gia tướng (1985)
- Giang hồ lãng tử (1984)
- Lộc đỉnh ký (1984)
- Anh hùng xạ điêu (1983)

## Danh sách đĩa nhạc
- 真情流露 Chân Tình Trao Ra (với Lương Triều Vỹ) (1994)
- 相信愛情 Tin Vào Ái Tình (1995)
- 情冷卻 Tình Lạnh Nhạt (1999)
- 《無免怨嗟》—電視劇《多桑與紅玫瑰》主題歌 Nỗi buồn và hoa hồng (TV Soundtrack với Mai Diễm Phương) (2001)[2]

## Giải thưởng
1. Ảnh hậu liên hoan phim ba châu lục Nantes - Pháp | A Phi Chính Truyện - (1990)
2. Ảnh hậu Kim Tử Kinh - HongKong   Tự Sơ (1998)
3. Ảnh hậu Kim Kê Bách Hoa - Trung Quốc | Tò mò giết chết mèo (2007)
4. Ảnh hậu Kim Tượng - HongKong  Địch Nhân Kiệt Thông Thiên Đế Quốc -(2011)
5. Ảnh hậu liên hoan phim Châu Á   Vượt ranh giới (2014)
6. Ảnh hậu liên hoan phim Osaka - Nhật Bản | Vượt ranh giới (2014)
7. Nhân vật thời trang thiên niên kỷ mới 2000
8. Thành viên danh dự của Hiệp sĩ Tả Ngạn tại Montrose, Pháp (2015)
9. Thành viên ban giám khảo Kim Tượng kể từ năm 2017
10. Cùng các giải thưởng truyền thông đại chúng khác,...